# Утунцяо
Утунця́о (кит. упр. 五通桥, пиньинь Wǔtōngqiáo) — район городского подчинения городского округа Лэшань провинции Сычуань (КНР).

## История
При империи Цинь на этой территории был образован уезд Наньань (南安县).
В эпоху Южных и Северных династий эти земли оказались под ударами племён лао, и при империи Северная Чжоу уезд был переименован в Пинцян (平羌县).
При империи Юань в 1311 году был образован уезд Цяньвэй (犍为县).
В 1952 году был образован Специальный район Лэшань (乐山专区), и уезд Цяньвэй вошёл в его состав, при этом из него был выделен городской уезд Утунцяо, непосредственно подчинённый правительству провинции Сычуань. В 1959 году городской уезд Утунцяо был расформирован, а его территория вошла в состав уезда Лэшань. В 1970 году Специальный район Лэшань был переименован в Округ Лэшань (乐山地区), при этом уезд Лэшань был преобразован в городской уезд Лэшань. В 1985 году округ Лэшань был преобразован в городской округ Лэшань, при этом городской уезд Лэшань был расформирован, а его территория стала районами Чжуншань, Шавань и Утунцяо городского округа Лэшань.

## Административное деление
Район Утунцяо делится на 11 посёлков и 1 волость.